# ويندوز ميديا بلاير (2022)
ميديا بلاير (حَرفيًّا: مُشغل الوسائط) هو مشغل فيديو وصوت افتراضي موجه خصيصًا لنظام التشغيل ويندوز 11 تَمَّ تطويره بواسطة مايكروسوفت. هذا البرنامج جاء تكملةً لتطبيق «جروف ميوزك» (الموجه لنظام التشغيل ويندوز 10) و مايكروسوفت موفيز آند تي في ‏ (يُعرف سابقًا بـ Xbox Music) وويندوز ميديا بلاير. بدأ تقديمه لجميع مُستخدمي ويندوز 11 رَسميًا في 15 فبراير 2022.
يُمكن للبرنامج الجديد أيضًا تشغيل الفيديو، كجزء من تغيير برنامج جروف ميوزك الذي كان فقط يسمح بتشغيل الموسيقى (المقاطع الصوتية بشكلٍ عام) ولا يسمح بتشغيل الفيديوهات. تتضمن التغييرات الأخرى عرض أغلفة الألبوم في وضع ملء الشاشة، وتحديث المشغل المصغر. تم تحسين إمكانية الوصول أيضًا، مع بعض اختصارات لوحة المفاتيح المحسنة ودعم مفاتيح الاختصار لمستخدمي لوحة المفاتيح والتقنيات المساعدة الأخرى.

## خلفية
اتخذت مشغلات الوسائط المضمنة في مايكروسوفت ويندوز العديد من الأشكال على مر السنين. كان برنامج ويندوز ميديا بلاير (الكلاسيكي) موجودًا بشكل أو بآخر منذ عام 1991. وقد أتاح تطبيق مايكروسوفت موفيز آند تي في ‏، (متوفر أيضًا في ويندوز 11)، مشاهدة مقاطع الفيديو المخزنة محليًا أو عبر الإنترنت بالإضافة إلى عروض يمكن شراؤها أو استئجارها في مايكروسوفت ستور. يقوم جروف ميوزك (تَمَّ استبداله) بتشغيل الموسيقى المخزنة محليًا أو في سحابة. لقد ظل ويندوز ميديا بلاير السابق الذي يأتي مع ويندوز 7 مَوجودًا في أنظمة مايكروسوفت ويندوز أكثر من عقد وهو متوفر في ويندوز 11 أيضًا.
تُصرِّح مايكروسوفت إن ويندوز ميديا بلاير (القديم) سيظل مُتاحًا في أدوات ويندوز. ولكن الجديد المُخصص لنظام التشغيل ويندوز 11 يكون الطريقة الأساسية لمشاهدة الفيديو والاستماع إلى الصوت في نظام التشغيل قريبًا.